# Tyler Johnson (hokeista)
Tyler Johnson (ur. 29 lipca 1990 w Spokane) – amerykański hokeista występujący na pozycji środkowego napastnika w Tampa Bay Lightning z National Hockey League (NHL), reprezentant Stanów Zjednoczonych.

## Kariera
Mimo zdobycia 282 punktów w 266 spotkaniach w trakcie 4 sezonów WHL w barwach Spokane Chiefs, to ze względu na swoje warunki fizyczne (173 cm wzrostu) nie został wydraftowany przez żaden z zespołów NHL. 7 marca 2011 podpisał swój pierwszy kontrakt w NHL z drużyną Tampa Bay Lightning, który został przedłużony 23 maja 2014 o kolejne trzy lata. W swoim pełnym, debiutanckim sezonie 2013–14 wystąpił we wszystkich 82 spotkaniach sezonu zasadniczego. Wybrany do Meczu Gwiazd NHL w 2015 roku, w którym nie mógł wystąpić z powodu kontuzji. W lipcu 2017 podpisał kontrakt z Tampą na siedem lat; na mocy nowej umowy zawodnik ma zarobić 5 mln dolarów za sezon.

## Statystyki

### Sezon zasadniczy i play-off
| 2007–08     | Spokane Chiefs      | WHL         | 69  | 13  | 22  | 35  | 34  | 21 | 5  | 3  | 8  | 24 |
| 2008–09     | Spokane Chiefs      | WHL         | 62  | 26  | 35  | 61  | 52  | 12 | 5  | 3  | 8  | 8  |
| 2009–10     | Spokane Chiefs      | WHL         | 64  | 36  | 35  | 71  | 32  | 7  | 3  | 5  | 8  | 0  |
| 2010–11     | Spokane Chiefs      | WHL         | 71  | 53  | 62  | 115 | 48  | 14 | 7  | 7  | 14 | 9  |
| 2011–12     | Norfolk Admirals    | AHL         | 75  | 31  | 37  | 68  | 28  | 14 | 6  | 8  | 14 | 6  |
| 2012–13     | Syracuse Crunch     | AHL         | 62  | 37  | 28  | 65  | 34  | 18 | 10 | 11 | 21 | 18 |
| 2012–13     | Tampa Bay Lightning | NHL         | 14  | 3   | 3   | 6   | 4   | —  | —  | —  | —  | —  |
| 2013–14     | Tampa Bay Lightning | NHL         | 82  | 24  | 26  | 50  | 26  | 4  | 1  | 1  | 2  | 0  |
| 2014–15     | Tampa Bay Lightning | NHL         | 77  | 29  | 43  | 72  | 24  | 26 | 13 | 10 | 23 | 24 |
| 2015–16     | Tampa Bay Lightning | NHL         | 69  | 14  | 24  | 38  | 20  | 17 | 7  | 10 | 17 | 12 |
| 2016–17     | Tampa Bay Lightning | NHL         | 66  | 19  | 26  | 45  | 28  | —  | —  | —  | —  | —  |
| 2017–18     | Tampa Bay Lightning | NHL         | 81  | 21  | 29  | 50  | 24  | 17 | 3  | 5  | 8  | 6  |
| NHL łącznie | NHL łącznie         | NHL łącznie | 389 | 110 | 151 | 261 | 126 | 64 | 24 | 26 | 50 | 42 |

### Międzynarodowe
| Rok                | Drużyna            | Turniej            | Wynik              | M  | G | A | Pkt | Min |
| ------------------ | ------------------ | ------------------ | ------------------ | -- | - | - | --- | --- |
| 2009               | Stany Zjednoczone  | MŚJ                | 4                  | 6  | 1 | 0 | 1   | 2   |
| 2010               | Stany Zjednoczone  | MŚJ                | 1st                | 7  | 3 | 2 | 5   | 25  |
| 2014               | Stany Zjednoczone  | MŚ                 | 6                  | 8  | 6 | 3 | 9   | 2   |
| Juniorskie łącznie | Juniorskie łącznie | Juniorskie łącznie | Juniorskie łącznie | 13 | 4 | 2 | 6   | 27  |
| Seniorskie łącznie | Seniorskie łącznie | Seniorskie łącznie | Seniorskie łącznie | 8  | 6 | 3 | 9   | 2   |